# Kathrin Siebold
Kathrin Siebold (* 1971) ist eine deutsche Germanistin.

## Leben
Nach dem Abitur 1991 an der Melanchthon-Schule Steinatal absolvierte sie von 1993 bis 1998 ein Magisterstudium der Germanistik und Romanistik (Schwerpunkte Deutsch als Fremdsprache und Spanisch) an der Universität München (Grundstudium) und an der Philipps-Universität Marburg (Hauptstudium). Nach der Promotion 2007 zur Doktorin an der Universidad de Sevilla war sie von 2005 bis 2011 wissenschaftliche Mitarbeiterin (Profesora Ayudante 2005–2008, Profesora Contratada Doctora 2008–2011), Geisteswissenschaftliche Fakultät der Universität Pablo de Olavide. Seit 2017 ist sie Professorin für Deutsch als Fremdsprache am Institut für Germanistische Sprachwissenschaft der Philipps-Universität Marburg.
Ihre Forschungsschwerpunkte sind kontrastive und interkulturelle Pragmatik (Spanisch-Deutsch) (insbesondere Sprechakte, Höflichkeitsformen, Diskurskonventionen (Gesprächsphasen, Diskursmarker), Intensivierung und Abschwächung); Interaktionale Linguistik; Gesprochene-Sprache-Forschung; Lernersprachenanalyse (insbesondere interaktionale Kompetenz, Diskursstrukturierung, Beziehungsarbeit), Sprache und Fach (sprachsensibler Fachunterricht, bilingualer Sachfachunterricht, Wissenschaftssprache und -kommunikation) und Methodik und Didaktik des Deutschen als Fremdsprache (sprachliche Interaktion, interkulturelle Kompetenz, Lernerautonomie und Lernstrategien, eue Lehr- und Lernformen und Lehren und Lernen).

## Schriften (Auswahl)
- Actos de habla y cortesía verbal en español y en alemán. estudio pragmalingüístico e intercultural. Frankfurt am Main 2008, ISBN 3-631-57191-7.